# 23757 Джонмуньос
23757 Джонмуньос (23757 Jonmunoz) — астероїд головного поясу, відкритий 22 травня 1998 року.
Тіссеранів параметр щодо Юпітера — 3,585.